# Holiday (canción de Little Mix)
«Holiday» es una canción del grupo británico Little Mix. Se lanzó como sencillo a través de RCA UK el 24 de julio de 2020, como parte de su sexto álbum de estudio Confetti. Fue coescrita por los miembros del grupo Jade Thirlwall, Leigh-Anne Pinnock y Perrie Edwards junto con Camille Purcell.

## Antecedentes y lanzamiento
Previamente al anuncio del tema, a través de las redes sociales de la banda, se comenzó a publicar una serie de vídeos y fotos de las integrantes dando indicios de que se vendría nueva música. Entre las publicaciones divulgaron fotos de los integrantes de la banda de sus vacaciones de verano en 2018 y 2019. Finalmente, Little Mix anunció la canción en un video publicado en las redes sociales el 16 de julio de 2020. Se lanzó un breve clip de la canción en TikTok para su promoción. Ese mismo día, se publicó la portada del sencillo, donde se ve a las integrantes vestidas de sirena.

## Composición
Fue coescrita por los miembros del grupo Jade Thirlwall, Leigh-Anne Pinnock y Perrie Edwards junto con Camille Purcell, mientras que la producción estuvo a cargo de Kamille y Goldfingers, con quienes trabajaron en su anterior sencillo «Break Up Song». «Si lo que quieres es tumbarte en la playa y beber cócteles, este tema es para ti». comentó Leigh-Anne Pinnock integrante de la banda, sobre la canción y su referencia al verano. Se comentó además, que el tema incluía dos coros, uno que es «divertido y coqueto» y el otro es un «gran momento de canto largo y relajado».

## Video lírico
El 24 de julio de 2020 junto con el lanzamiento del sencillo, se publicó un vídeo lírico a través de la cuenta de Youtube del grupo.

## Créditos y personal
- Jesy Nelson - voz, composición
- Jade Thirlwall – voz, composición
- Leigh-Anne Pinnock – voz, composición
- Perrie Edwards – voz, composición
- Frank Nobel – guitarra, batería, bajo
- Linus Nordstrom – guitarra, batería, bajo
- Camille Purcell – composición, producción, piano, bajo
- Goldfingers – producción
- Chris Loco – piano, programación, ingeniería
- Frank Nobel – composición, guitarra, batería
- Paul Norris – ingeniería vocal
- Bill Zimmerman – asistente de ingeniería
- Randy Merrill – ingeniería de masterización
- Phil Tan – mezcla

## Posicionamiento en listas
| Listas (2020)                         | Mejor posición |
| ------------------------------------- | -------------- |
| Bélgica (Ultratop) Flanders           | 16             |
| Bélgica (Ultratop) Wallonia           | 45             |
| Canadá (Canadian Digital Song Sales)  | 46             |
| Croacia (HRT)                         | 99             |
| Escocia (Official Charts Company)     | 3              |
| España (Digital Song Sales)           | 5              |
| Estados Unidos (Digital Song Sales)   | 18             |
| Europa Digital Songs (Billboard)      | 4              |
| Hungría (Single Top 40)               | 19             |
| Irlanda (IRMA)                        | 23             |
| Letonia (Latvijas Top 40)             | 26             |
| Nueva Zelanda Hot Singles (RMNZ)      | 11             |
| Países Bajos (Dutch Top 40)           | 19             |
| Países Bajos (Single Tip)             | 18             |
| Reino Unido (UK Singles Chart)        | 15             |
| Suecia Heatseeker (Sverigetopplistan) | 19             |

## Certificaciones
| País (organismo certificador) | Certificación | Unidades certificadas |
| ----------------------------- | ------------- | --------------------- |
| Brasil (PMB)                  | Oro           | 20 000                |
| Reino Unido (BPI)             | Oro           | 400 000               |

## Historial de lanzamiento
| País      | Fecha               | Formato                      | Discográfica         | Ref    |
| --------- | ------------------- | ---------------------------- | -------------------- | ------ |
| Varios    | 24 de julio de 2020 | Descarga digital y streaming | RCA Records UK       | [ 9 ]  |
| Australia | 31 de julio de 2020 | Contemporary hit radio       | RCA Records UK, Sony | [ 29 ] |